# Laima Tessera
La Laima Tessera è una struttura geologica della superficie di Venere.